# E.N.I.
E.N.I. es un grupo femenino croata de pop, originario de la ciudad de Rijeka.

## Historia
Al igual que ya se hiciera cuatro años antes, en 1993, con el grupo Put, E.N.I. surgió de otra formación de nombre Putokazi para competir en el Festival de Eurovisión de 1997 en Dublín, con la canción "Probudi me" (Despiértame), previa victoria en la preselección croata para elegir representante eurovisivo, es decir, el Dora. A pesar de ello, en Dublín consiguieron un discreto decimoséptimo puesto entre veintitrés países.
A diferencia de muchos artistas eurovisivos que caen en el olvido, E.N.I ha conseguido mantenerse en activo a lo largo de los años y sigue siendo visible en la escena musical croata. Además, el grupo ha colaborado con diferentes cantantes, sobre todo con artistas pop-rock de Rijeka.
Durante las elecciones generales que tuvieron lugar en Croacia en el año 2000, las E.N.I., junto a otros músicos croatas, apoyaron al Partido Socialdemócrata de Croacia y a otros partidos de la oposición. Asimismo, el grupo participó en el Día del Orgullo Gay de Zagreb en 2004. 

## Miembros del grupo

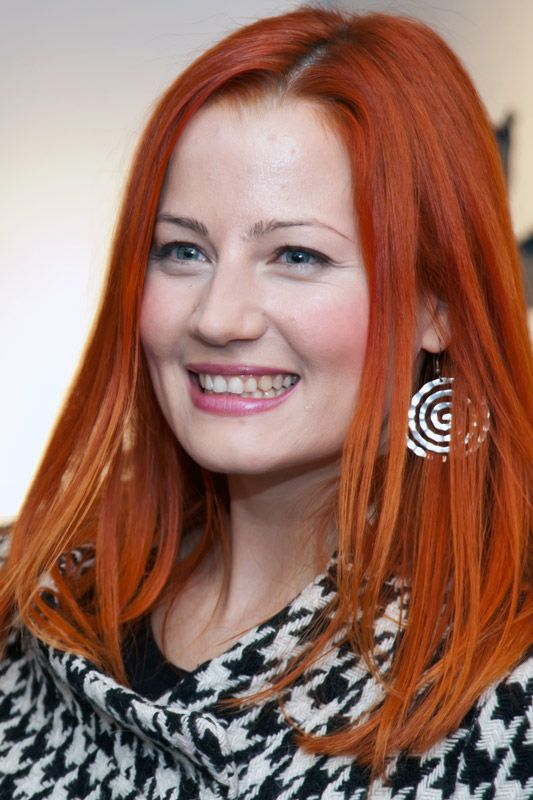
Ivona Maričić

El nombre del grupo corresponde a las iniciales de sus miembros:
- Elena Tomeček
- Nikolina Tomljanović
- Iva Močibob
- Ivona Maričić

## Discografía
- Probudi me (1997)
- Saten (1998)
- Da capo (2003)
- Oci su ti ocean (2007)
- Crna kutija (2011)
- The best of E.N.I. (2008)